# Tournoi féminin de football aux Jeux des îles 2013
Navigation
Édition précédente Jersey 2015
Les Jeux des îles 2013 ont lieu aux Bermudes et comprennent la septième édition du tournoi de football féminin disputé dans le cadre de la compétition multi-jeux.
Les Bermudes ont remporté le tournoi inaugural en remportant la finale face Groenland à 0-0 tirs au but 5 à 4.

## Participants

Bermudes

| Bermudes  |
| Groenland |
| Hitra     |

## Phase de groupes

### Classements et résultats

#### Groupe A
| Équipe    | J | V | N | D | BM | BE | DB | Pts |
| --------- | - | - | - | - | -- | -- | -- | --- |
| Bermudes  | 2 | 2 | 0 | 0 | 11 | 2  | +9 | 6   |
| Groenland | 2 | 0 | 1 | 1 | 5  | 6  | -1 | 3   |
| Hitra     | 2 | 0 | 0 | 2 | 2  | 10 | -8 | 0   |

| 14 juillet 2013 | Bermudes                                                                                          | 5 - 1 | Groenland        | Bermuda National Stadium, Hamilton |  |
|                 | Cheyra Bell 15e · Tschana Wade 52e · Akeyla Furbert 55e · Aaliyah Nolan 63e · Jessica Furtado 76e |       | 53e Laila Platoú |                                    |  |
|                 | (Rapport)                                                                                         |       |                  |                                    |  |

| 15 juillet 2013 | Bermudes                                                                                             | 6 - 1 | Hitra                   | Bermuda National Stadium, Hamilton |  |
|                 | Tschana Wade 18e 68e · Aaliyah Nolan 29e · Cheyra Bell 39e · Jessica Furtado 55e · Rayni Maybury 74e |       | 82e Julie Kristoffersen |                                    |  |
|                 | (Rapport)                                                                                            |       |                         |                                    |  |

| 16 juillet 2013 | Groenland                                                            | 4 - 1 | Hitra                   | Bermuda National Stadium, Hamilton |  |
|                 | Laila Platoú 14e · Lisa Petersen 19e · Birthe Ugpernángitsok 39e 41e |       | 26e Julie Kristoffersen |                                    |  |
|                 | (Rapport)                                                            |       |                         |                                    |  |

### Phase à élimination directe

#### Demi-finale
| 17 juillet 2013 | Groenland                                 | 2 - 1 | Hitra          | Bermuda Athletics Association, Hamilton |  |
|                 | Laila Platoú 22e · Arnaq Bourup Egede 27e |       | 89e Lise Røvik |                                         |  |
|                 | (Rapport)                                 |       |                |                                         |  |

#### Finale
| 18 juillet 2013 | Bermudes          | 0 - 0 | Groenland | Bermuda National Stadium, Hamilton (Bermudes) |  |
|                 |                   |       |           |                                               |  |
|                 | (Rapport)         |       |           |                                               |  |
|                 | Tirs au but 5 - 4 |       |           |                                               |  |

## Classements

### Classement final
| No  | Équipe    |
| --- | --------- |
| 1er | Bermudes  |
| 2e  | Groenland |
| 3e  | Hitra     |

### Classement des buteurs
3 buts      
- Laila Platoú
- Tschana Wade

2 buts    
- Julie Kristoffersen
- Birthe Ugpernángitsok
- Cheyra Bell
- Aaliyah Nolan
- Jessica Furtado

1 buts  
- Lise Røvik
- Lisa Petersen
- Arnaq Bourup Egede
- Akeyla Furbert
- Rayni Maybury